# Aporosa granularis
Aporosa granularis är en emblikaväxtart som beskrevs av Airy Shaw. Aporosa granularis ingår i släktet Aporosa och familjen emblikaväxter. Inga underarter finns listade i Catalogue of Life.